# 李慶祥 (中將)
李慶祥（1936年9月21日—）中華民國海軍陸戰隊中將，台灣省屏東縣人，中學畢業後，立志從軍報國、隨即投考海軍官校，經歷海軍軍官學校48年班（1959年屆）、海軍陸戰隊學校高級班第19期、1968年屆（57年班）美國海軍陸戰隊兩棲作戰高級班、美國三軍工業大學函授班、1973年屆（62年班）海軍學院、1979年屆（68年班）戰爭學院。
歷任海軍陸戰隊兩棲偵搜連連長、海軍陸戰隊兩棲偵搜營中校營長、海軍陸戰隊兩棲訓練中心班主任、海軍陸戰隊99師參謀長、陸軍第284師（南雄師）副師長、海軍陸戰隊烏坵指揮部指揮官（於1986年晉升少將）、海軍陸戰第66師師長、海軍陸戰隊學校校長、海軍總部副參謀長、國防部督察部督考官等職務（於1993年晉升中將）。
退伍後應中華民國體育運動總會會長郭宗清上將邀請、擔任秘書長一職，繼續以其對運動的熱愛及組織管理經驗、從事於各項體育事務的推動，爾後並隨會長郭宗清上將離開協會正式退休。退休後仍不忘對陸戰隊的情感，遂組織並推動成立退伍兩棲偵搜、特勤跆拳協會，並擔任理事長一職，推動協會各項事務以維繫退伍弟兄之情感。